# Gonoreta
Gonoreta is een geslacht van vlinders van de familie eenstaartjes (Drepanidae), uit de onderfamilie Drepaninae.

## Soorten
- G. albiapex Watson, 1965
- G. angulosa Watson, 1965
- G. ansorgei Warren, 1902
- G. bispina Watson, 1965
- G. contracta (Warren, 1897)
- G. cymba Watson, 1965
- G. differenciata (Bryk, 1913)
- G. forcipulata Watson, 1965
- G. gonioptera (Hampson, 1914)
- G. opacifinis Watson, 1965
- G. subtilis (Bryk, 1913)